# Eden Shamir
Pour les articles homonymes, voir Eden.
Eden Shamir (en hébreu, עדן שמיר), né le 25 juin 1995 à Kiryat-Motzkin, est un footballeur israélien qui évolue au poste de milieu de terrain à l'Hapoël Beer-Sheva.

## Carrière
Le 16 janvier 2020, il est transféré au club belge du Standard de Liège. Le montant du contrat est estimé à 1,5 million d'euros. Capable de jouer en 8 comme en 6, Eden Shamir démontre une polyvalence dans son jeu, disposant d'une aisance dans le jeu de tête et dans ses passes, tout en ayant une présence physique dans les duels. Il vient ainsi étoffer le milieu de terrain et apporter des solutions de rechange afin de faire souffler Samuel Bastien et Gojko Cimirot.
Il joue son premier match pour son nouveau club le 31 janvier 2020 lors d'un déplacement à Courtrai où il inscrit un but contre son camp à la 55e de jeu (défaite 3-1).

## Palmarès
- Coupe d'Israël de football: 2013-2014
- Supercoupe d'Israël de football: 2015